# Cinco Peças para Orquestra
As Cinco Peças para Orquestra são a única obra só para orquestra do período atonal "livre" de Arnold Schönberg, o Op. 16 deve à técnica da melodia de timbres que ele experimenta suas cores novíssimas. 